# Проценко, Андрей Алексеевич
Андре́й Алексееви́ч Проце́нко (укр. Андрій Олексійович Проценко; род. 20 мая 1988, Херсон) — украинский легкоатлет, который специализируется на прыжках в высоту. Серебряный призёр летней Универсиады 2013 года, бронзовый призёр чемпионата мира в помещении 2014 года, серебряный призёр чемпионата Европы 2014 года и бронзовый призёр чемпионата мира  2022 года. Воспитанник Херсонского училища физической культуры.

## Государственные награды
- Орден Данилы Галицкого (25 июля 2013) — за достижения спортивных результатов на XXVII Всемирной летней Универсиаде в Казани, проявленные самоотверженность и волю к победе, улучшения международного авторитета Украины.
- Орден «За заслуги» III степени (15 июля 2019) — за достижение высоких спортивных результатов на II Европейских играх у г.Минску (Республика Беларусь), проявленные самоотверженность и волю к победе[3].
- Орден «За заслуги» II степени (23 августа 2022) — за значительные заслуги в укреплении украинской государственности, мужество и самоотверженность, проявленные в защите суверенитета и территориальной целостности Украины, личный вклад в развитие различных сфер общественной жизни, отстаивание национальных интересов нашего государства, добросовестное исполнение профессионального долга[4]